# Funerària

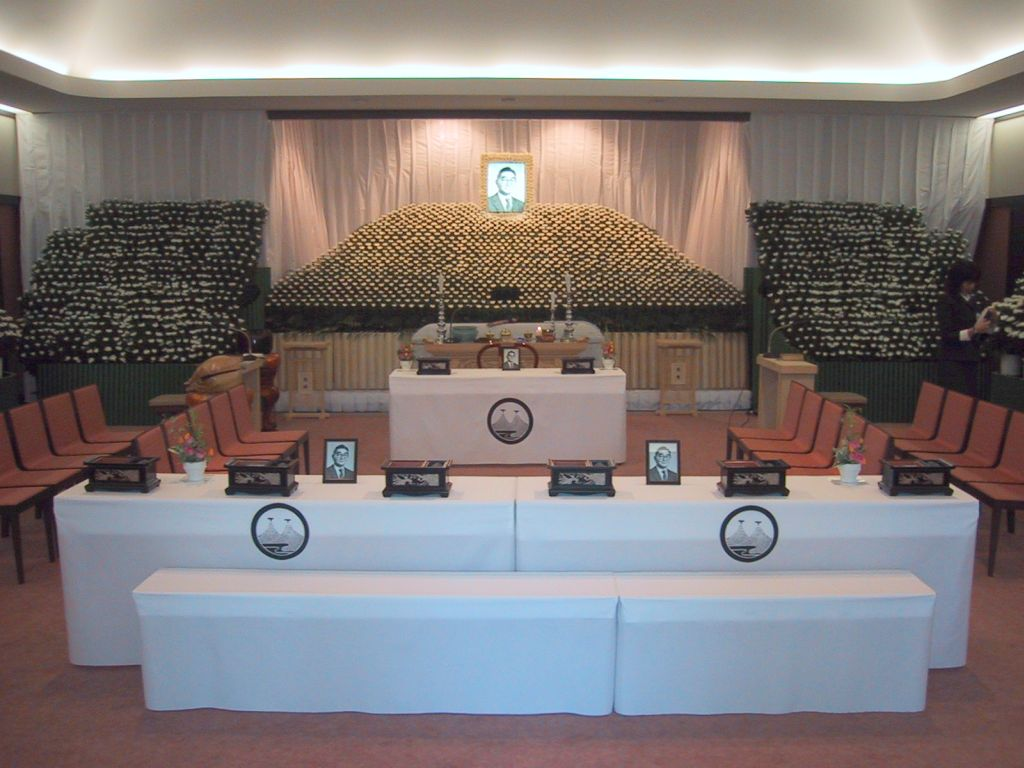
Un funeral al Japó.

Una funerària és una empresa que presta serveis funeraris. Els serveis funeraris principals consisteixen a la recollida de la persona morta del lloc de la defunció, l'enferetrament (posar el cadàver dins d'un taüt o fèretre), l'arranjament estètic de la persona morta (tanatoestètica), la inscripció de la defunció al registre civil corresponent (o alternativament, en un jutjat), l'organització d'una vetlla, l'organització d'una cerimònia religiosa o laica, el trasllat al cementiri (en cas d'enterrament) o l'organització d'una cremació (en cas d'incineració). A més, les empreses funeràries solen prestar serveis addicionals tals com la venda de flors i d'altres arranjaments florals, serveis de suport psicològic, serveis de tràmits legals, així com molts altres. Les empreses funeràries poden ser de propietat privada o pública, i poden operar en règim de competència, de concessió administrativa, o de monopoli.
Un tanatori és un establiment funerari habilitat per a la vetlla de difunts. En qualsevol cas aquesta estança del cadàver és per poc temps.

La funerària és l'empresa que presta els serveis funeraris, mentre que el tanatori és l'establiment físic on es duen a terme les vetlles. Per a qualsevol servei funerari és imprescindible l'activitat d'una empresa funerària; encara que no tots els serveis funeraris impliquen la realització d'una vetlla en un tanatori, ja que es tracta d'un servei opcional.

## Serveis
Els tanatoris generalment ofereixen una sèrie de serveis associats com ara la venda de fèretres, làpides i corones, assessoria jurídica, assistència psicològica, cremació, transport del difunt i tanatopràxia. Preparen els seus serveis d'acord amb els desitjos dels familiars i del mort. La funerària usualment s'encarrega dels tràmits legals necessaris, permisos, i altres detalls, com ara fer arranjaments amb el cementiri, i preparar l'obituari per als mitjans de comunicació.

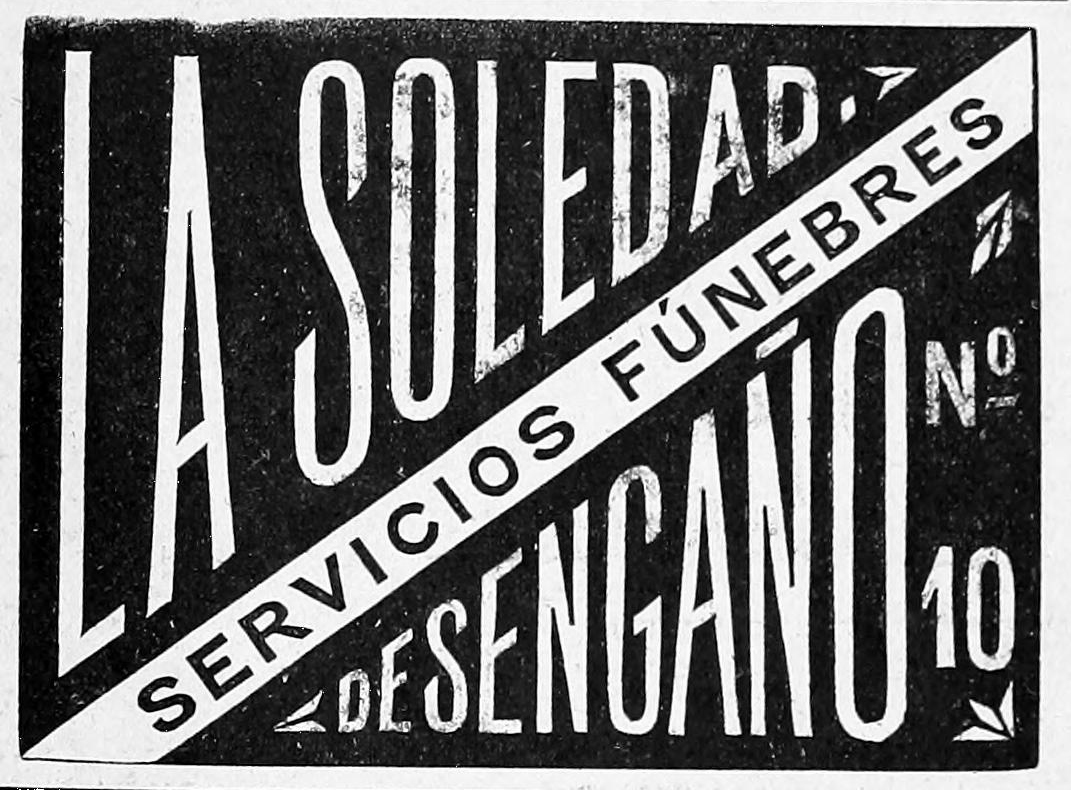
Anunci de serveis fúnebres de 1899

Un servei fúnebre tradicional consta d'una vetlla, una cerimònia a l'església (típicament a l'església a la qual assistia el mort habitualment) (o al tanatori o a la capella mortuòria), i un servei d'inhumació o incineració.

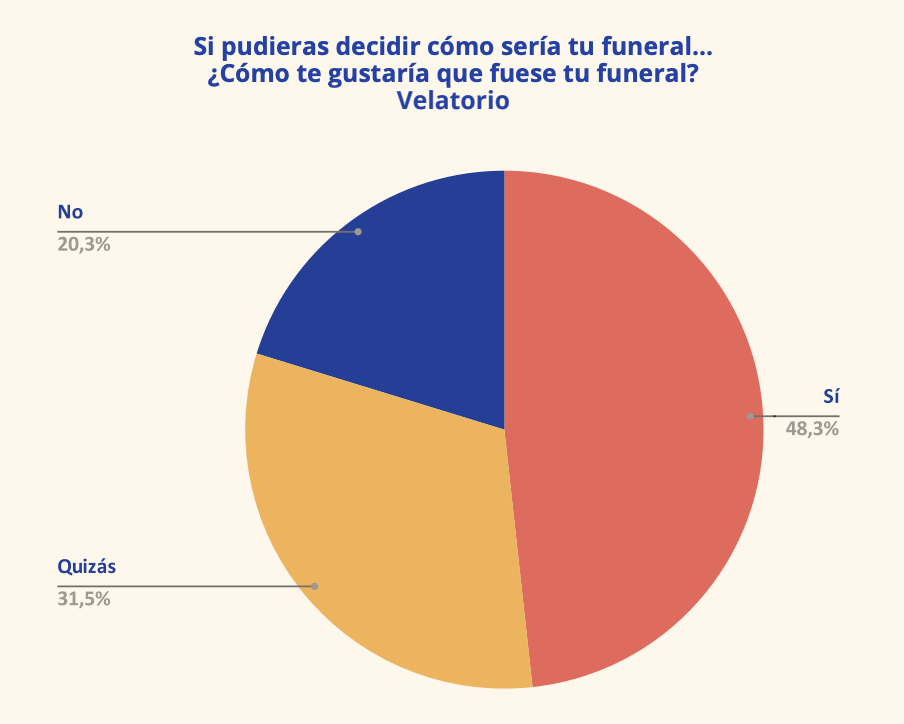
Percentatge població que desitjaria vetlla en el seu funeral Funos Baròmetre Sector Funerari i Assegurador 2023

Una cremació directa consisteix en recollir el difunt, enferetrar-lo, i enviar-lo directament al cementiri o al crematori, sense necessitat de fer vetlla ni cerimònia. Una inhumació (o enterrament) directa és quan no es duu a terme una vetlla i/o una cerimònia. Segons el Baròmetre Funos del Sector Funerari i Assegurador 2023 , els serveis funeraris directes estan en ple creixement, tant a Espanya, com en altres països. Per exemple, el 41% de les cremacions van ser cremacions directes als Estats Units en 2021 (segons «Cremation and burial report 2023». NFDA.. «Cremation and burial report 2023». NFDA.. ), o el 18% de tots els serveis funeraris a Regne Unit van ser cremacions directes en 2022 (segons l'estudi ««Sunlife: The Cost of Dying 2023». Sunlife.: The Cost of Dying 2023». Sunlife. ).

Quan el mort és portat a la funerària, de vegades es practiquen tècniques de tanatopràxia i conservació del difunt per a retardar la descomposició o és embalsamat. El procediment típic d'embalsamament implica el reemplaçament de la sang amb una combinació de químics preservadors i tints, l'aspiració dels òrgans interns, i la preparació d'acord amb les característiques físiques del mort. L'ús de maquillatges especials ajuden al fet que les restes es vegin com eren amb vida (tanatoestètica). Si la persona morta va ser desfigurada per accident, malaltia o per altra causa, l'embalsamador pot a vegades utilitzar tècniques de restauració per a deixar el cadàver presentable per a un servei amb el fèretre obert. Si l'embalsamador no aconsegueix fer-ho, o si la família ho sol·licita, la funerària pot dur a terme un servei amb el taüt tancat.
Altres serveis habituals d'una funerària són els trasllats de cossos entre diferents localitats, o la repatriació de cadàvers d'un país a un altre, ja sigui per mitjans aeris, marítims o terrestres.
La funerària normalment reserva una àrea de les seves instal·lacions perquè les famílies es reuneixin durant la vetlla. Aquesta àrea pot comptar amb un espai per a exhibir al mort en el seu fèretre perquè els visitants mostrin els seus respectes. Els serveis funeraris també poden dur-se a terme a la funerària. Moltes funeràries també ofereixen serveis de previsió per a aquells que desitgin deixar preparats els seus propis serveis fúnebres durant la seva vida.

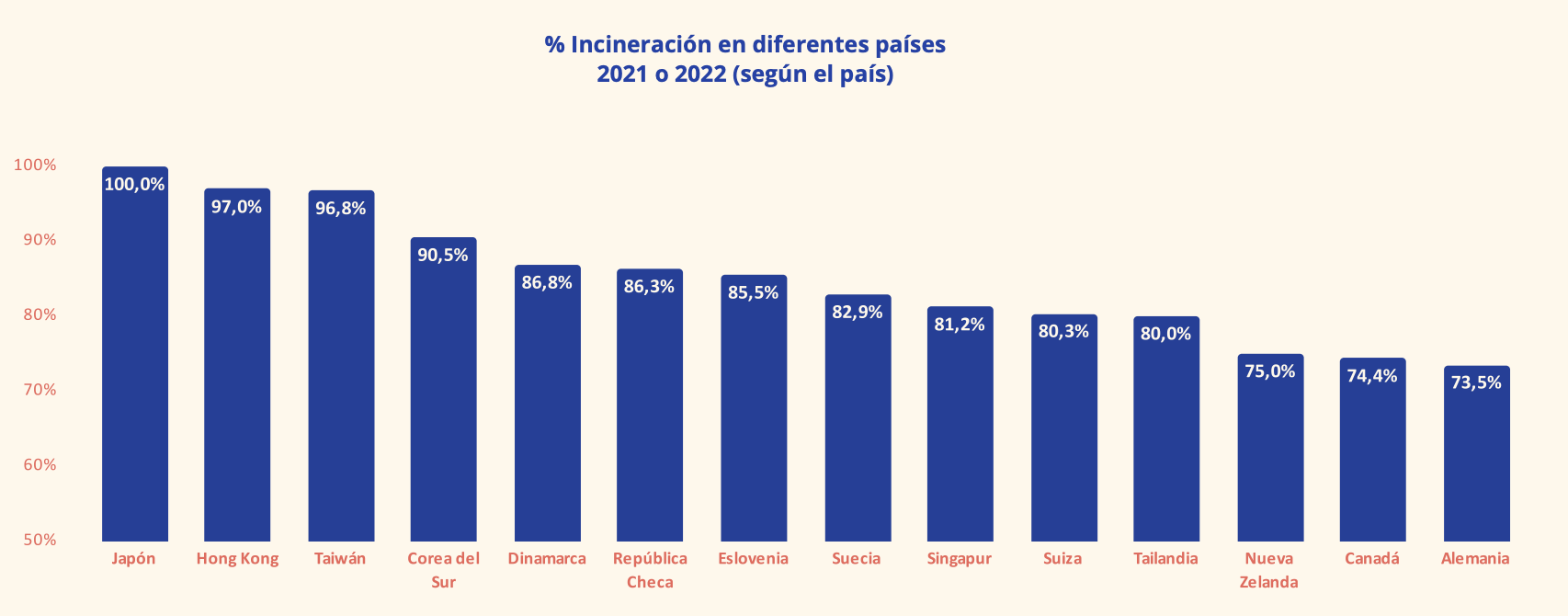
Taxa de cremació per països Funos Baròmetre Sector Funerari i Assegurador 2023

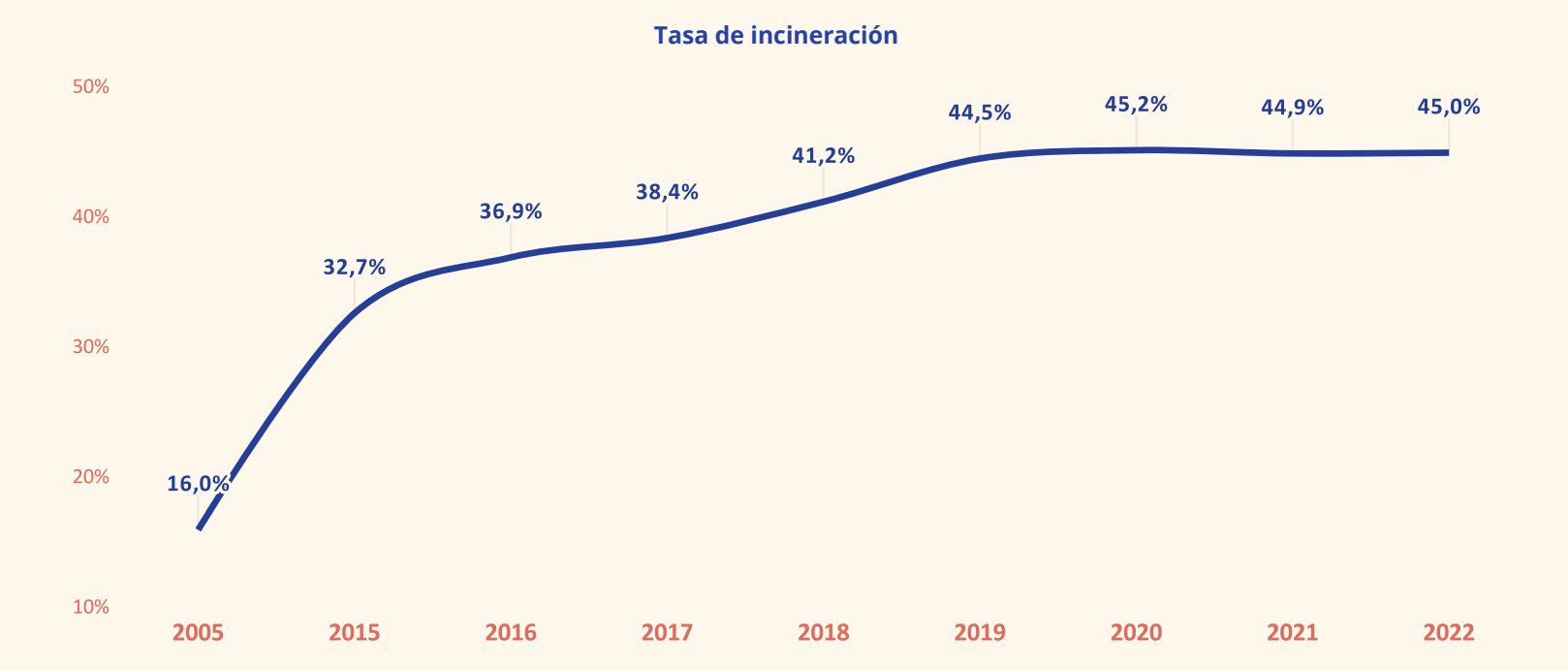
Taxa d'incineració a Espanya - Funos Baròmetre Sector Funerari i Assegurador 2023

A causa de l'augment de la popularitat de la cremació, cada vegada hi ha més funeràries que disposen del seu propi crematori. Les funeràries que no compten amb aquestes instal·lacions solen contractar la cremació a d'altres empreses. A Espanya, les cremacions ja ronden el 50% dels serveis funeraris i continuen creixent, sent l'altre 50% inhumacions. Els països amb major taxa de cremació són asiàtics (el Japó: 100%, Hong Kong: 97%, Taiwan: 96,8%, Corea del Sud: 90,5%), seguits de països del nord i est d'Europa (Dinamarca: 86,8%, República Txeca: 86,3%, Eslovènia: 85,5%, Suècia: 82,9%, Suïssa: 80,3%, Regne Unit: 78,5%, Alemanya: 73%). Als Estats Units el percentatge de cremació està en el 65%, igualment creixent. La cremació està en constant creixement en la majoria de països occidentals.

## Preus

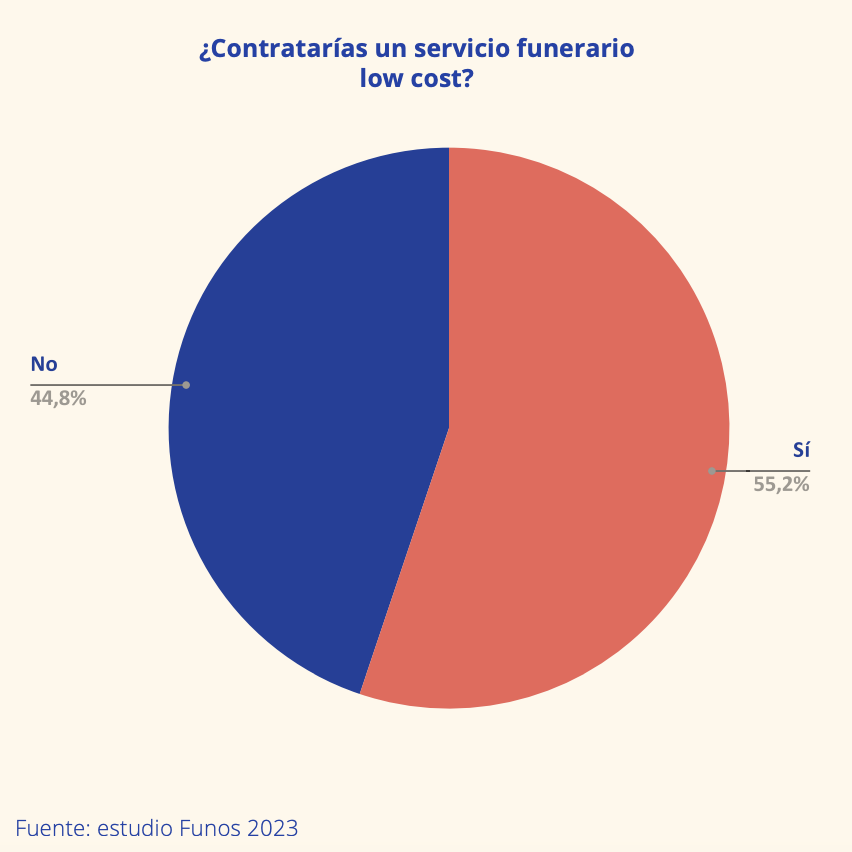
Contractaria un servei funerari low cost - Funos Baròmetre Sector Funerari i Assegurador 2023

A Espanya, el mercat funerari es troba en situació de lliure competència des del 1.996, per la qual cosa cada empresa funerària és lliure d'establir els seus propis preus. En alguns casos, com el cas de les funeràries de titularitat pública, els preus poden ser aprovats per algun organisme públic com un ajuntament.
Quant a la percepció que tenen els ciutadans a Espanya sobre el preu dels serveis funeraris, majorment són percebuts com a cars (amb al voltant del 65% dels enquestats que valora el preu dels serveis funeraris en 6 o més en una escala del 0 al 10), segons el Baròmetre Funos. En aquest sentit, més de la meitat dels espanyols contractaria un servei funerari low cost.
A Catalunya és força habitual trobar els preus de les empreses funeràries publicats a les seves pàgines web, ja que la normativa del Parlament de Catalunya obliga a les empreses a tenir-les publicades, a enviar-les als ajuntaments corresponents, i als ajuntaments a fer-ne publicitat. Cada vegada és més habitual trobar preus especials i ofertes en pàgines web de funeràries online (que comercialzan els seus serveis de manera online, encara que és finalment una funerària tradicional qui presta el servei). La diferència de preus entra la contractació tradicional i la contractació online pot ser molt significativa, arribant al 50% de diferència en el preu.

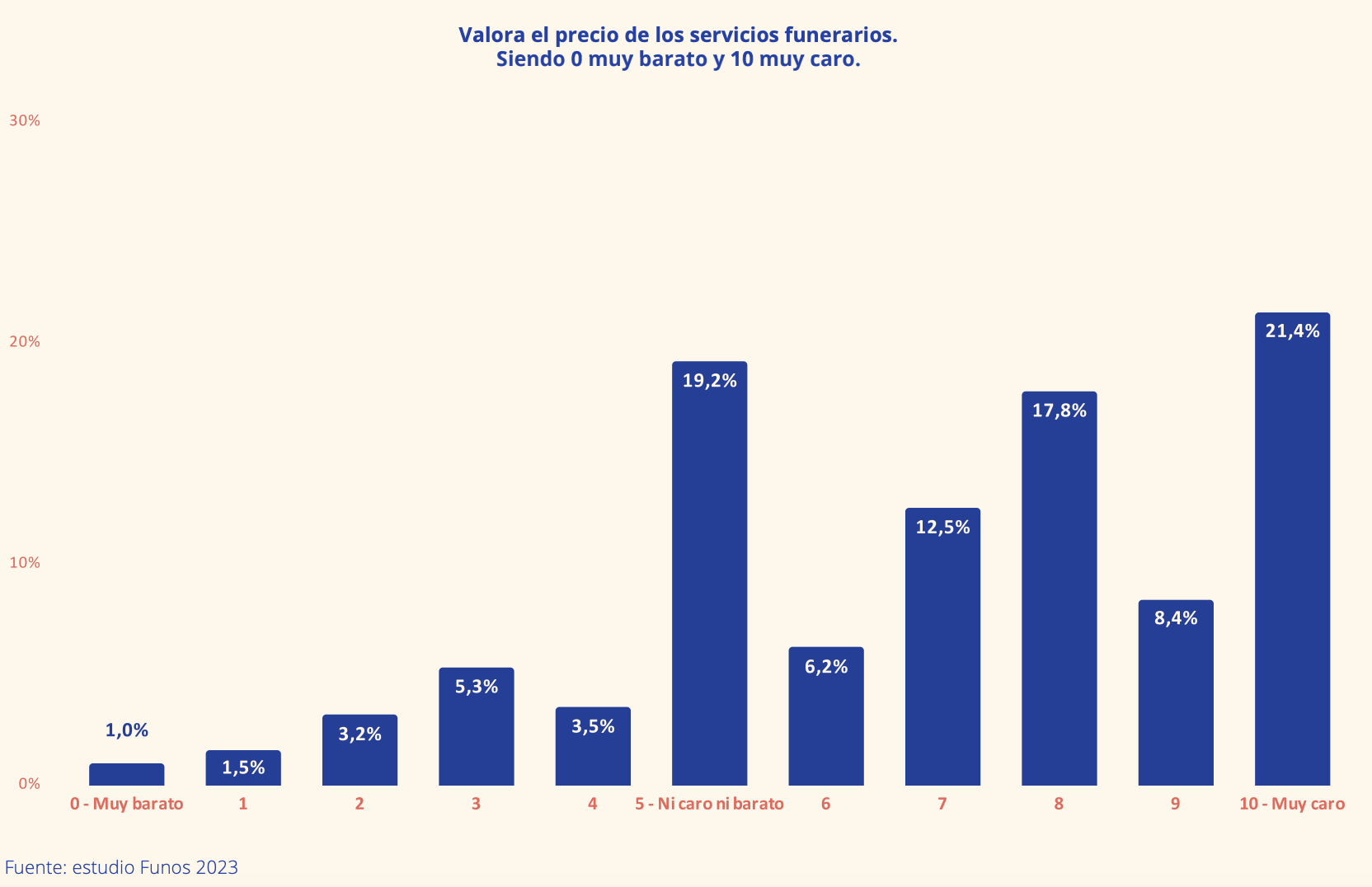
Valoració del preu dels serveis funeraris - Funos Baròmetre Sector Funerari i Assegurador 2023

L'única font d'informació de preus mitjans del mercat de serveis funeraris a Espanya és l'OCU (Organització de Consumidors i Usuaris) que publica regularment un estudi de preus de serveis funeraris a Espanya (OCU). Pel que fa a Catalunya, únicament fa referència específica a la ciutat de Barcelona.
D'altra banda, existeixen comparadors de preus i brokers online de serveis funeraris que comparen preus entre diferents empreses funeràries i negocien preus per als usuaris. L'exemple més destacat és Funos, encara que el mateix servei online pot trobar-se en molts altres països.